# Перлез
Перлез (мађ. Perlasz) је насеље града Зрењанина у Средњобанатском округу. Према попису из 2022. било је 2.916 становника. До 1965. године је ово насеље седиште комуне Општине Перлез коју су чинила насељена места: Ботош, Книћанин, Орловат, Перлез, Томашевац, Фаркаждин и Чента. После укидања статуса општине у целини припојена територија општини Зрењанин.

## Историја
На месту подручја данашњег Перлеза, постојало је насеље још у доба глачаног камена.
Још у турско време на простору наспрам Титела, поред реке Бегеја налазе се два мала насеља. Иако су у Банату, са леве стране Тисе, они заједно са Чентом и још неким местима припадају Сегединском санџаку и Тителској нахији. Произилази да је појам Сига много старији од „Перлеза“. Та места су пописана у једном турском дефтеру, који се датира у време 1541—1552. годину. Село Горња Сига има 10 кућа, у којима живи неколико Турака, али и Богота калуђер (мада је ожењен), поп Теодор и други Срби. Село Доња Сига има 12 кућа, у којима станују само Срби. Уз Доњу Сигу пописано је оближње село "мезра" Чевза (које више не постоји, ни у предању), које је као запуштено узео под тапију извесни Турчин, Алија - тобџија тврђаве Тител.
Касније 1666. године постојало је српско село Батка, близу реке Бегеја, негде на пола пута између Перлеза и Ечке. Ту су навратили калуђери српског манастира Пећке патријаршије. Кметови су скупили и донели прилог. А јеромонах Јефрем је дао посебно за себе.
На месту Перлеза, и 1717. године налазило се село Сига са 30 кућа. Неколико година касније, поред Сиге подигнуто је утврђење које се звало Шанац. Године 1752, гроф Перлас, председник државне благајне за покрајину Темишвар, подигао је ново село, испод шанца које по њему добија име Перласварош. Први становници су били Срби са укинуте Потиске и Поморишки границе. "Сиге" су 1764. године православна парохија у Бечкеречком протопрезвитерату. Сига је као Шанац Сига последњи пут поменута у матрикулама 1791. године.
Према статистичким подацима које помиње (С. Пецињачки) 1773. године Сига је имала 137 српских, а Перлез-варош 66 српских и 36 римокатоличких домаћинстава. Године 1777, у већ спојеном Перлезу регистровано је 203 српске, а 1778/1779. 345 граничарских кућа укупно, а 1811. године 364 домаћинстава. Највећи број несрба отпада на Немце, а знатно мање на Шокце и Хрвате. Могуће да је у селу већ у то време постојала и која мађарска породица. Католичка парохија у Перлезварошу је формирана 1770. године. По неким статистичким подацима перлеско домаћинство је 1791. године у просеку имало скоро 9, 1797. године око 6, а 1802/1803. године нешто мање од 5,8 чланова. То је просечна величина српске, али се ни остале породице у том погледу нису разликовале. Када је 1797. године пописан православни клир Темишварске епархије у "Перлез-вароши" су три свештеника. Били су то пароси, поп Јован Недељковић (рукоп. 1782. родом из Орловата), поп Василије Канурски (1787) и Марко Петровић (1788).
По Ерлеру царском ревизору Баната 1774. године "Перлезварош" је граничарско насеље у Тамишком округу. У њему је царинарница, а становништво је већински српско православно. Суседно мање српско место "Сиге" је такође милитарског статуса.
Не зна се тачно како су изгледале граничарске куће Перлеза у то време, али се може претпоставити да су у већини биле саграђене од набоја и плетера, а покривене рогозом и трском. Боље нису изгледала ни јавна здања-према једном опису из 1758. год. црква у Шанцу је била саграђена од бусења, а покривена трском, а у Перлез-вароши од ћерпича, покривена чамовом шиндром. Прва је била ограђена кољем, а друга прућем. Године 1797, Перлеска црква — сад већ једна била је „худа, мала и слаба, украј села“.
По подацима из 1905. године, Перлез је велика општина у Великобечкеречком срезу. Ту живи 5120 становника у 944 дома. У националном погледу највише је Срба православаца којих има 3597 (или 70%) са 794 куће. Следе Немци - 936, Мађари - 264 и Хрвати - 280 душа. У општини су две цркве - православна и католичка, три православне капеле, једна комунална школа са десет разреда, једно српско вероисповедно забавиште и једно комунално забавиште. ПТТ комуникације су све инсталиране у Перлезу. У месту су две српске православне парохије са два пароха и једним капеланом, два парохијска дома и две парохијске земљишне сесије. Пароси су били тада: поп Марко Радосављевић, родом из Великог Бечкерека, који је ту од 1857. године; његов капелан Силвестер Перић, родом из Новог Сада; поп Петар Максин, родом из Борче, у месту од 1897. године
По завршетку Првог светског рата, Перлез припада Краљевини СХС као и друга насељена места овог дела Баната, али у развоју знатно заостаје за јаким регионалним центром Зрењанином, тадашњи Бечкерек. Године 1925. Перлез је повезан железничком пругом преко Титела за Нови Сад и преко Орловата са Бечкереком и Панчевом. Следеће године општина доводи електричну струју из Титела.
У Другом светском рату Перлез је ослобођен 4. октобра 1944. године. Колонизација Перлеза је почела с пролећа 1945. године када су колонисти почели да пристижу у групама, а највећа група је стигла у априлу 1945. године. Приликом насељавања колониста у Перлез је дошло 123 породица. Неки су се вратили у стари крај, тако да је остало 118 домаћинства. Колонисти Перлеза потичу из Босне и Херцеговине и Хрватске.
Године 2024. центар Перлеза је утврђен за просторно културно-историјску целину.

## Црква и школа
Православно парохијско звање је основано и црквене матице се воде од 1779. године. У вароши су 1846. године била 2723 православца, а постоје три православне парохије, а свештенство чине: Јаков Херцеговац, Симеон Јовановић и Константин Константиновић, док је капелан Јован Херцеговац.
Године 1789, Перлез је имао 345 граничарских кућа, а од јавних здања само православну и католичку цркву. Парк, који постоји и данас, имао површину од 2 кј и 1.129 квадратних хвати. Године 1853. прослављен је Св. Сава у Перлезу, свечано као никада пре. Капетан Папић командант места наредио је да се зором, топ трипут огласи. На литургији у православној цркви били су сви граничарски официри са капетаном.
Колико је засад познато у Перлезу су постојале две школе: српско — православна и четно — тривијална, али је старија она прва која је с почетка припадала Сиги. Неизвесно је када је отворена српска школа, али се зна да је постојала 1768. године. У Сиги је она постојала и 1772. али није имала своју зграду већ је била смештена или у црквеној или каквој изнајмљеној кући.
Та школа је била регистрована и 1777. године опет без свог дома, што значи да је радила у каквој ненаменској просторији. Међутим, 1797. године се помињу и учитељ и школа, коју деца „приљежно“ похађају, па је вероватно иста у међувремену подигнута вероватно од набоја. Године 1810, Несторовић је констатовао да је та школа „врло лоша“, али није рекао да ли при томе мисли на њену зграду или пак само на учење. Школски инспектор XVII пука је 1813. забележио да је зграда српске школе у добром стању. У школској 1802/1803. години школа је имала 29 ђака, а 1813. године 59 дечака и 1 девојчицу, од којих је њих 15 ретко похађало наставу. Први учитељ којем се зна име је био Василије Јовановић (1802), док је 1813. учитељ био Јефтимије Јерковић, те исте године катихета је био поп Григорије Мартинов, а школски надзорник оберлајтнант Нојман. По подацима из 1846. године у месту је било 210 ученика, која се одвојена по полу. Мушку децу учи Јелисије Димитријевић а женској предаје учитељ Јован Јефтић. У Перлезу је извесно време постојала и посебна школа за децу, групе месних трговаца и занатлија Јевреја.
Перлеска православна црква је била дуго украшавана, и непосредно пред мађарску буну завршена. Тај иконостас је урадио 1844—1847. иконописац Живко Петровић из Земуна. После пропасти српског перлеског војног логора, обесни Мађари су иако Хришћани спалили цркву и село. Рад на обнови храма је деценијама затим трајао. Кренули су Перлежани 1870. године да решавају питање новог иконостаса; тада су 21. маја сазвали сликаре да донесу своје понуде. Нови иконостас је израдио Орловаћанин, академски сликар Урош Предић тек 1894-1898. године. У олтару су се налазиле две веће иконе "Св. Лазар" и "Св. Урош", рад Живка Петровића. У црквеном торњу била су 1905. године четири звона: најмање из 1760. године (са натписом "шанца Сиге"), друго из 1862. године, треће из 1827. године и тада и четврто. Село је од старих времена имала две православне парохије, са најмање два припадајућа пароха. У месту је још једна православна црквица - капела звана "манастир", као и римокатоличка црква. Постоје 1905. године два гробља "Шишко" (По Сиги - Сишко) и "Шаначко".

## Културни живот
Још 1844. године Срби Перлежани иако милитарци знају за балове. "Родољубиви Срби" из Перлеза су током бала који су приредили, приход од 7 ф. 20 кр. приложили за Фонд Матице српске у Пешти. Трговац Јован Илић је засебно приложио 2 ф. У време одржавања треће скупштине Омладине српске у Великом Бечкереку 1868. године, у Перлезу су Срби радили на отварању Српске читаонице. Село је било одувек стециште богатих и културних људи, разних нација и вероисповести. Њихове културне потребе су задовољавале и бројне путујуће позоришне дружине, које су често по више недеља - наступа изводиле. Занимљиво је оглашавање у новинама из августа 1874. године, једног позоришног управника. Мало познати Светозар Биберовић је за своју позоришну дружину током дужег бављења у Перлезу, тражио "више мушких и два женска члана" (више од пола трупе!), којима је обећао "пристојну плату". Није случајно што су у Перлезу млади основали 1883. године своју Дилетантску дружину, која је извела неколико представа.
У Перлезу који је био културни центар у околини, рођена су два значајна иконописца: познатији, старији Арса Теодоровић и млађи, мање познати Адам Стефановић. Теодоровић је имао обиман иконописачки опус, радећи у много храмова, а скрасио се у Новом Саду. У његовој уметничкој радионици су се формирали многи сликари, од којих је највреднији Константин Данил. Стефановић је био болешљив, поживео кратко, деловао у околини родног места, и био познат је по једној серији слика, са српским националним мотивима. У месту су често гостовале позоришне трупе, пре свега СНП из Новог Сада, током редовних годишњих турнеја. Село је било и велики претплатнички центар за куповину књига и новина, за шта су заслужни културно напредни свештеници и трговци, међу којима се нарочито истакао предузимљиви добротвор Максим Евгенијевић, пореклом Ужичанин. Велике заслуге за цркву (ктитори) и село имала је стара трговачка породица Илић, са традицијом у пословању дужој од једног века.

## Привреда
Српска земљорадничка задруга је основана у Перлезу 1899. године. Њен први председник је био поп Лазар Нешковић. Ту је већ постојало немачко пољопривредно удружење "Bauernverein", у које су били укључени и Срби. Сада ће ти Срби прећи у земљорадничку задругу. Становништво се осим ратарством бавило и сточарством. Године 1910, Перлез је тада велико село поред Бегеја са 979 кућа и 6.190 становника, где доминирају три националности: Срби, Немци и Хрвати. Село има пошту и телеграф, Срески суд, катастар, Срески штедионицу, штедну задругу, испоставу Панчевачке народне банке, испоставу јужно-Мађарске привредне банке и парни млин. Још 1794. године Општина Перлез је стекла статус вашаришта, где се увек добро трговало. Његов вашар је 1822. године био надомак Тисе, на пристаништу поред житарских магацина, одакле се извозила храна лађама и прелазило скелом у Бачку. Године 1827. држани су годишњи вашари у Перлезу, двапут, 27. јуна и 19. новембра. Револуционарне 1848. године термини (неодржаних) вашара били су мало померени тј. о празнику Кнеза Лазара (15. јуна) и на Врачеве (1. новембра).
Расписан је маја 1873. године оглас за пријем првог перлеског лекара, чије је место тада установљено.
"Перлеска среска штедионица дд у Перлезу" основана је 1893. године са деоничком главницом од 100.000 к, а чист приход за 1907. годину износио је 16.987 к. Управу завода чинили су 1905. године: управитељ Коча Поповић и књиговођа Петар Попадић. у месту је у то време деловала и Српска земљорадничка задруга са капиталом од 4584 к. На њеном челу били су: председник Коча Поповић и пословођа Коста Ракић.

## Демографија
У насељу Перлез живи 3108 пунолетних становника, а просечна старост становништва износи 41,3 година (39,7 код мушкараца и 42,9 код жена). У насељу има 1284 домаћинства, а просечан број чланова по домаћинству је 2,97.
Ово насеље је углавном насељено Србима (према попису из 2002. године), а у последња три пописа, примећен је пад у броју становника.
|  |

| Демографија | Демографија | Демографија |
| Година      | Становника  | Становника  |
| ----------- | ----------- | ----------- |
| 1948.       | 4.528       |             |
| 1953.       | 4.623       |             |
| 1961.       | 4.881       |             |
| 1971.       | 4.458       |             |
| 1981.       | 4.283       |             |
| 1991.       | 3.880       | 3.808       |
| 2002.       | 3.818       | 3.888       |
| 2011.       | 3.342       |             |

| Етнички састав према попису из 2002.‍ | Етнички састав према попису из 2002.‍ | Етнички састав према попису из 2002.‍ | Етнички састав према попису из 2002.‍ | Етнички састав према попису из 2002.‍ |
| ------------------------------------ | ------------------------------------ | ------------------------------------ | ------------------------------------ | ------------------------------------ |
|                                      |                                      |                                      |                                      |                                      |
| Срби                                 | Срби                                 |                                      | 3.333                                | 87,29%                               |
| Роми                                 | Роми                                 |                                      | 83                                   | 2,17%                                |
| Југословени                          | Југословени                          |                                      | 70                                   | 1,83%                                |
| Мађари                               | Мађари                               |                                      | 62                                   | 1,62%                                |
| Хрвати                               | Хрвати                               |                                      | 44                                   | 1,15%                                |
| Словаци                              | Словаци                              |                                      | 16                                   | 0,41%                                |
| Македонци                            | Македонци                            |                                      | 12                                   | 0,31%                                |
| Бугари                               | Бугари                               |                                      | 9                                    | 0,23%                                |
| Црногорци                            | Црногорци                            |                                      | 8                                    | 0,20%                                |
| Украјинци                            | Украјинци                            |                                      | 6                                    | 0,15%                                |
| Румуни                               | Румуни                               |                                      | 5                                    | 0,13%                                |
| Буњевци                              | Буњевци                              |                                      | 4                                    | 0,10%                                |
| Словенци                             | Словенци                             |                                      | 2                                    | 0,05%                                |
| Немци                                | Немци                                |                                      | 2                                    | 0,05%                                |
| Муслимани                            | Муслимани                            |                                      | 1                                    | 0,02%                                |
| Албанци                              | Албанци                              |                                      | 1                                    | 0,02%                                |
| непознато                            | непознато                            |                                      | 97                                   | 2,54%                                |

| Година пописа     | 1948. | 1953. | 1961. | 1971. | 1981. | 1991. | 2002. |
| ----------------- | ----- | ----- | ----- | ----- | ----- | ----- | ----- |
| Број домаћинстава | 1.148 | 1.241 | 1.417 | 1.367 | 1.399 | 1.311 | 1.284 |

| Број чланова      | 1   | 2   | 3   | 4   | 5   | 6  | 7  | 8 | 9 | 10 и више | Просек |
| ----------------- | --- | --- | --- | --- | --- | -- | -- | - | - | --------- | ------ |
| Број домаћинстава | 284 | 328 | 207 | 225 | 136 | 65 | 28 | 9 | 1 | 1         | 2,97   |

| Пол    | Укупно | Неожењен/Неудата | Ожењен/Удата | Удовац/Удовица | Разведен/Разведена | Непознато |
| ------ | ------ | ---------------- | ------------ | -------------- | ------------------ | --------- |
| Мушки  | 1.601  | 484              | 966          | 98             | 49                 | 4         |
| Женски | 1.640  | 256              | 960          | 352            | 69                 | 3         |
| УКУПНО | 3.241  | 740              | 1.926        | 450            | 118                | 7         |

| Пол    | Укупно                    | Пољопривреда, лов и шумарство | Рибарство                            | Вађење руде и камена | Прерађивачка индустрија       |
| ------ | ------------------------- | ----------------------------- | ------------------------------------ | -------------------- | ----------------------------- |
| Мушки  | 757                       | 265                           | 2                                    | 0                    | 205                           |
| Женски | 383                       | 131                           | 0                                    | 0                    | 73                            |
| УКУПНО | 1.140                     | 396                           | 2                                    | 0                    | 278                           |
| Пол    | Производња и снабдевање   | Грађевинарство                | Трговина                             | Хотели и ресторани   | Саобраћај, складиштење и везе |
| Мушки  | 11                        | 84                            | 49                                   | 12                   | 52                            |
| Женски | 0                         | 2                             | 64                                   | 10                   | 10                            |
| УКУПНО | 11                        | 86                            | 113                                  | 22                   | 62                            |
| Пол    | Финансијско посредовање   | Некретнине                    | Државна управа и одбрана             | Образовање           | Здравствени и социјални рад   |
| Мушки  | 2                         | 2                             | 28                                   | 13                   | 7                             |
| Женски | 3                         | 3                             | 10                                   | 38                   | 34                            |
| УКУПНО | 5                         | 5                             | 38                                   | 51                   | 41                            |
| Пол    | Остале услужне активности | Приватна домаћинства          | Екстериторијалне организације и тела | Непознато            | Непознато                     |
| Мушки  | 13                        | 0                             | 0                                    | 12                   | 12                            |
| Женски | 3                         | 0                             | 0                                    | 2                    | 2                             |
| УКУПНО | 16                        | 0                             | 0                                    | 14                   | 14                            |

## Познате личности
- Стоја, српска певачица
- Ото Алшер, аустријско-румунски књижевник
- Арсен Теодоровић, српски сликар
- др Душан Мишков, професор Медицинског факултета у Новом Саду
- Павле Пап Шиља, револуционар и народни херој Југославије